# Prawaja Rajczicha
Prawaja Rajczicha (ros. Правая Райчиха) – wieś (ros. seło) w południowo-wschodniej Rosji, terytorialnie i administracyjnie należąca do rejonu buriejskiego, w obwodzie amurskim. 
Według danych statystycznych z 2016 roku wieś Prawaja Rajczicha zamieszkiwało 28 mieszkańców. 